# Sclerogibba mancinii
Sclerogibba mancinii is een vliesvleugelig insect uit de familie van de Sclerogibbidae. De wetenschappelijke naam van de soort is voor het eerst geldig gepubliceerd in 1933 door Masi. De soort komt voornamelijk voor in Jemen.